# Miss Rio de Janeiro 2021
Miss Universo Rio de Janeiro 2021 foi a 66ª edição do tradicional concurso de beleza feminino de Miss Rio de Janeiro, válido para a disputa de Miss Brasil 2021, único caminho para o Miss Universo. O concurso foi coordenado pelo empresário Luís Costa e ocorreu no Hotel Bel Air, em Teresópolis com a presença de oito (8) candidatas de distintos municípios do Rio.  A detentora do título no ano anterior, Isadora Meira, coroou a sucessora no final do evento, sendo esta a represente de Barra Mansa,  Mylena Duarte.  Por conta da chuva que atingia fortemente Teresópolis no dia 25, a transmissão que seria ao vivo, fora gravada pela Mox Music e transmitida na segunda-feira (27) pelo canal "U Miss" da SoulTV.

## Resultados

### Colocações
| Posição    | Município e Candidata                                     |
| ---------- | --------------------------------------------------------- |
| Vencedora  | - Barra Mansa - Mylena Duarte                             |
| 2º. Lugar  | - Volta Redonda - Esthéfane Souza                         |
| 3º. Lugar  | - São José do Vale do Rio Preto - Larissa David           |
| Finalistas | - Niterói - Yane Fleury - Petrópolis - Gabrielle Zanelato |

### Ordem dos anúncios
| 1. Petrópolis 2. São José do Vale do Rio Preto 3. Barra Mansa 4. Volta Redonda 5. Niterói | 1. Volta Redonda 2. Barra Mansa 3. São José do Vale do Rio Preto |  |  |

## Jurados

### Final
Ajudaram a escolher a vencedora:
1. Adriana Belo, jornalista;
2. Cristiane Machado, atriz; [5]
3. Aretha Procópio, representante do Miss Brasil;
4. Caldun Salha, representante do Hotel Bel Air.
5. Veluma Nunes, ex-modelo;

## Candidatas
Disputaram o título este ano:
1. Barra Mansa - Mylena Duarte Gonçalves [6]
2. Niterói - Yane Flávia de Barros Curado Fleury
3. Petrópolis - Gabrielle Zanelato [7]
4. Rio de Janeiro - Sabina Alves Valério
5. São José do Vale do Rio Preto - Larissa David da Silva
6. Seropédica - Natália Braga Olegar [8] [9]
7. Teresópolis - Ana Beatriz da Silva Lima [10]
8. Volta Redonda - Esthéfane Souza da Silva